# Зайчарник
Зайчарник е постройка, в която се отглеждат зайци, обикновено домашни зайци.
Има всякакви разновидности, но обикновено има дървена конструкция, често с крака, повдигащи я над земята. Част от стените не са плътни, а преградени с телена мрежа, която позволява естествена вентилация на помещението. Постройката има за цел да предпази отглежданите животни от лошо време, но също и от хищници.